# حكومة فلنسبورغ
حكومة فلنسبورغ (بالألمانية: Flensburger Regierung)، والمعروفة أيضًا باسم مجلس وزراء فلنسبورغ، أو حكومة دونيتز، أو مجلس وزراء شفيرين فون كروسيغ، كانت الحكومة قصيرة الأمد لألمانيا النازية خلال فترة ثلاثة أسابيع تقريبًا من نهاية الحرب العالمية الثانية في أوروبا. تشكلت الحكومة بعد انتحار أدولف هتلر في 30 أبريل عام 1945 أثناء معركة برلين. ترأسها الأميرال الأعلى كارل دونيتز بصفته رئيسًا للرايخ، ولوتس غراف شفيرين فون كروسيغ كوزير رائد. أُشير إلى الإدارة باسم «حكومة فلنسبورغ» بسبب نقل مقر دونيتز إلى ميناء فلنسبورغ في ألمانيا الشمالية في 3 مايو عام 1945.
كانت القوات الموالية للنظام النازي في وقت تشكيلها ما تزال تسيطر على معظم النمسا وإقليم السوديت، التي ضمتها ألمانيا في عام 1938. استمر الجيش الألماني في احتلال أراضٍ غير ناطقة بالألمانية في مواقع متفرقة في جميع أنحاء أوروبا. طُرِدت القوات الألمانية بالفعل من غالبية أراضي ما قبل الضم، إلى جانب خسارة معظم فتوحاتها في زمن الحرب بحلول هذه المرحلة، بالإضافة إلى لوكسمبورغ وكذلك الأراضي البولندية والفرنسية التي ضمتها ألمانيا أو وُضِعت تحت الإدارة الألمانية المباشرة في المراحل الأولى من الحرب.
اقتصرت الولاية القضائية المدنية الاسمية لحكومة فلنسبورغ عند تشكيلها بشكل أساسي، ونظرًا للتقدم السريع للحلفاء، على تلك الأجزاء من النمسا والسوديت، والتي ما زالت قواتها تحت السيطرة، بالإضافة إلى إسفين ضيق من الأراضي الألمانية، وامتدت من حدود ما قبل عام 1938 النمساوية والتشيكوسلوفاكية عبر برلين إلى الحدود الدنماركية. قُسِمت هذه الأراضي منذ 25  أبريل عام 1945 إلى قسمين من قبل التقدم الأمريكي للانضمام إلى القوات السوفيتية في تورجاو على نهر إلبه. فقدت حكومة فلنسبورغ كل الاختصاصات الإقليمية أو العسكرية أو المدنية المباشرة بعد استسلام جميع القوات المسلحة الألمانية في 8 مايو، وسُحِبت جميع العلاقات الدبلوماسية. سمح الحلفاء الغربيين لحكومة فلنسبورغ بمواصلة الاجتماع وإجراء جميع الأعمال الممكنة حتى 23 مايو، وذلك عندما ألقت القوات البريطانية القبض على أعضائها كأسرى حرب، وحل الحكومة فعليًا، وإضفاء دول الحلفاء الأربع الطابع الرسمي على الحل في 5 يونيو عام 1945.

## التشكيل
استلمت القيادة العليا الألمانية القيادة العامة الفعالة للقوات المسلحة الألمانية، والتي انتقلت إلى راينسبرغ، وذلك بمجرد أن أصبح واضحًا أن هتلر يعتزم البقاء والموت في مدينة برلين المحاصرة. تأسست قيادات عسكرية ومدنية منفصلة بشكل مؤقت في 15 أبريل، وذلك مع توقع تقسيم الأراضي التي تسيطر عليها ألمانيا، تحت قيادة المارشال ألبرت كسلرنغ في بولاش للقوات في الجنوب والغرب، وتحت قيادة الأميرال الأعلى كارل دونيتز في بلون للقوات في الشمال والشرق، ولكن هتلر توقف بعد ذلك عن نقل السلطة العسكرية التنفيذية إليهم.
التقى فيلهلم كايتل وألفرد يودل في  27أبريل من القيادة العليا للجيش في راينسبرغ مع كارل دونيتز وهاينريش هيملر لمناقشة حالة الحرب حينها التي لا يمكن تجنب سقوط برلين فيها. تولى هيملر الرئاسة كنائب معترف به للفوهرر منذ فقدان احترام وإقالة هيرمان غورينغ خليفة هتلر المتوقع. طلب هيملر من دونيتز أثناء مغادرتهم راينسبرغ في 28 أبريل تأكيد استعداده للخدمة في حكومة لاحقة قد يشكلها هيملر. نشر البريطانيون والأمريكيون في ذلك اليوم مقترحات هيملر السرية لسلام منفصل في الغرب (والتي رفضوها). تلقى دونيتز في 29 أبريل برقية من مارتن بورمان يعلن فيها إقالة هيملر من جميع الوظائف، ويأمر باعتقاله بتهمة الخيانة. ذهب دونيتز إلى مقر هيملر في لوبيك في 30 أبريل لمواجهته بالاتهامات، ولكن هيملر أنكرها باعتبارها دعاية ملفقة. أصبح منصب هيملر غير مقبول، عندما أكدت برقية أخرى من بورمان في ذلك اليوم كلا من الفصل وتعيين دونيتز خلفًا لهتلر، واستدعاه دونيتز إلى بلون في تلك الليلة لإخباره بذلك.
عين هتلر في وصيته السياسية الأميرال الأعلى دونيتز خلفًا له كرئيس للرايخ والقائد الأعلى للقوات المسلحة، مع اتهام هيملر وغورينغ بالتفاوض الخائن مع العدو، وعين وزير الدعاية يوزف غوبلز رئيسًا للحكومة كمستشار للرايخ. انتحر غوبلز في قبو الفوهرر في برلين في 1 مايو. قبل دونيتز منصب القائد الأعلى ورئيس الدولة في نفس اليوم في خطابات إذاعية منفصلة إلى القوات المسلحة الألمانية والشعب الألماني. استقال الوزراء المتبقين في حكومة هتلر، والذين فروا من سقوط برلين للانضمام إلى دونيتز في ثكنات فيرماخت بالقرب من بلون في هولستين في اليوم التالي. التقى دونيتز بوزير المالية السابق لهتلر لوتس غراف شفيرين فون كروسيغ، بعد الاشتباه بهروب بورمان أيضًا من برلين ونيته في الاستيلاء على السلطة، وطلب منه تشكيل حكومة جديدة للرايخ.
اجتمع مجلس وزراء شفيرين فون كروسيغ لأول مرة في أوويتين، إذ أُجلي هو وطاقمه الوزاري في 2 مايو. التقى دونيتز بشفيرين فون كروسيغ وباول ويغنر وهيملر وكيتل لمناقشة الضرورة الملحة لعملية نقل أخرى، في وقت لاحق في 2 مايو، وذلك بالنظر إلى التقدم السريع لقوات الجيش البريطاني الثاني التي كانت تقترب من لوبيك. جادل هيملر بالانتقال إلى براغ، التي كانت آنذاك آخر عاصمة كبرى في وسط أوروبا في أيدي الألمان، وأقرب إلى تقدم القوات الأمريكية التي كان يأمل في التفاوض معها شخصيًا، ولكن دونيتز رفض معاقبة أي تحرك خارج حدود ألمانيا. كان الوضع السياسي لمحمية بوهيميا ومورافيا غير مستقر للغاية أيضًا. قرر دونيتز بدلاً من ذلك الانتقال إلى أكاديمية مورفيك البحرية في فلنسبورغ بالقرب من الحدود الدنماركية. اجتمع مجلس الوزراء في المدرسة الرياضية بالأكاديمية البحرية، بينما بُنيَت المكاتب الإدارية وأماكن الإقامة للوزارات المختلفة على متن السفينة باتريا الراسية في ميناء فلنسبورغ. انتقلت القيادة العليا الألمانية، التي انتقلت من راينسبرغ إلى نويشتات في هولشتاين قبل يومين، أيضًا إلى فلنسبورغ، بينما تجمعت قيادة قوات الأمن الخاصة في فلنسبورغ منذ 28 أبريل.